# 德比座堂
德比座堂（英語：Derby Cathedral）是位於英國英格蘭德比郡城市英格蘭的一座英格蘭教會的教堂。德比座堂的歷史可以追溯至埃德蒙一世統治時期。在17世紀時，教堂建築已經嚴重老化。1725年時，教堂進行了重建。

## 外部連結
- Official site（页面存档备份，存于）

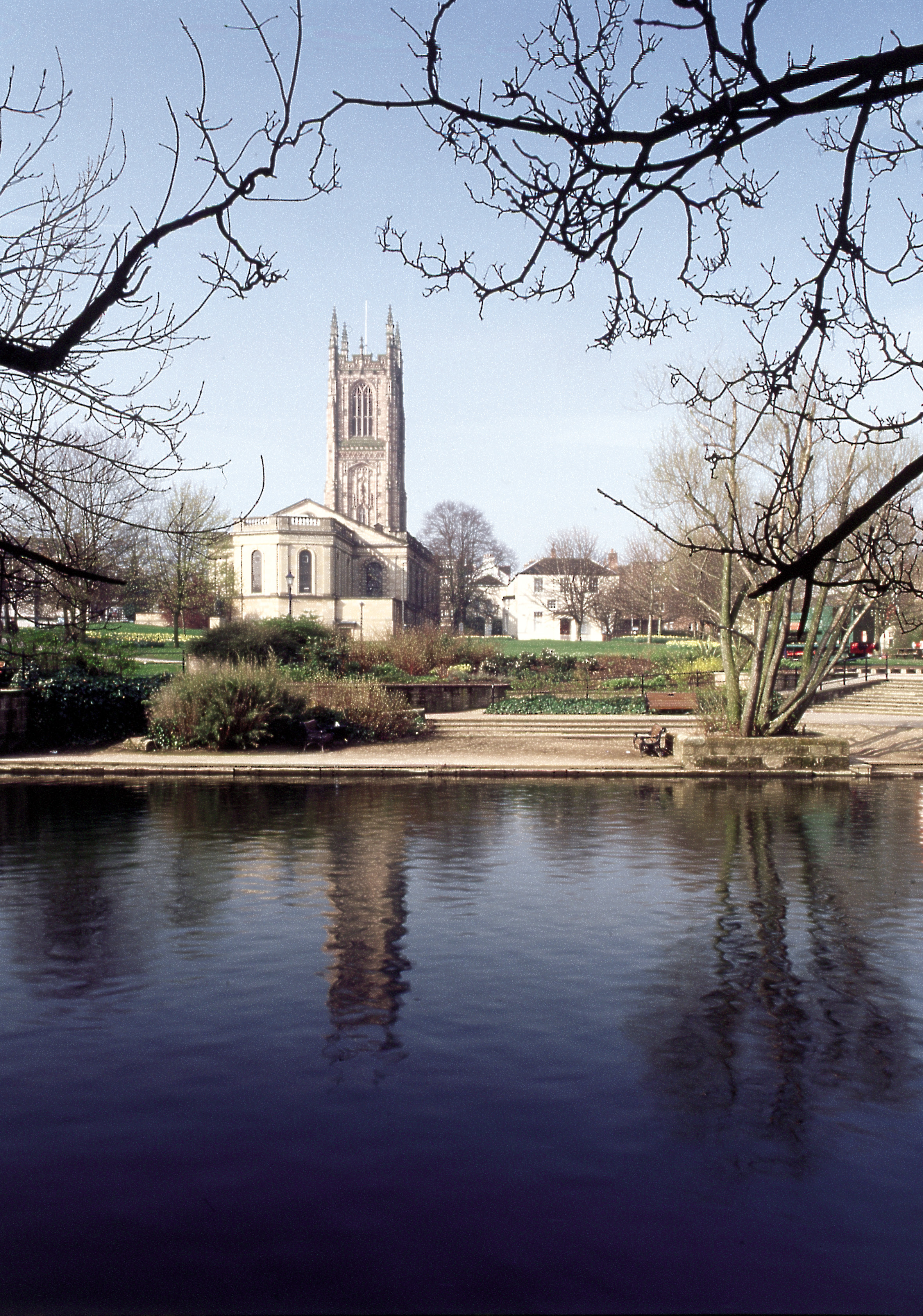
德比座堂

- Flickr images tagged Derby Cathedral （页面存档备份，存于）
- Derby Cathedral Peregrine Project （页面存档备份，存于）
- Live webcam feed with audio from Derby Cathedral tower